# Calycomyza ipomoensis
Calycomyza ipomoensis är en tvåvingeart som beskrevs av Esposito 1994. Calycomyza ipomoensis ingår i släktet Calycomyza och familjen minerarflugor. Inga underarter finns listade i Catalogue of Life.